# Марилін (Великопольське воєводство)
Марилін (пол. Marylin) — село в Польщі, у гміні Дравсько Чарнковсько-Тшцянецького повіту Великопольського воєводства.
Населення — 86 осіб (2011).
У 1975-1998 роках село належало до Пільського воєводства.

## Демографія
Демографічна структура станом на 31 березня 2011 року:
|          | Загалом | Допрацездатний вік | Працездатний вік | Постпрацездатний вік |
| -------- | ------- | ------------------ | ---------------- | -------------------- |
| Чоловіки | 41      | 7                  | 26               | 8                    |
| Жінки    | 45      | 6                  | 24               | 15                   |
| Разом    | 86      | 13                 | 50               | 23                   |